# Anna Andersson (konstnär)
Anna Emalia Andersson, född 28 januari 1884 i Längbro, Örebro län, död 16 juni 1944 i Stockholm, var en svensk konstnär.
Andersson studerade vid Tekniska skolan och Konstakademin i Stockholm med vidare studier i Köpenhamn och Paris. Hon ställde ut separat i Örebro 1938.
Hennes konst består av stilleben, figurkompositioner landskap från västkusten, Närke och Danmark.